# Luojiang (Quanzhou)
Der Stadtbezirk Luojiang (chinesisch 洛江区, Pinyin Luòjiāng Qū) ist ein Stadtbezirk der bezirksfreien Stadt Quanzhou in der südostchinesischen Provinz Fujian. Er hat eine Fläche von 377,1 km² und zählt 247.172 Einwohner (Stand: 2020). 

## Administrative Gliederung
Auf Gemeindeebene setzt sich der Stadtbezirk aus zwei Straßenvierteln, drei Großgemeinden und einer Gemeinde zusammen. Diese sind: 
- Straßenviertel Wan’an 万安街道
- Straßenviertel Shuangyang 双阳街道

- Großgemeinde Luoxi 罗溪镇
- Großgemeinde Majia 马甲镇
- Großgemeinde Heshi 河市镇

- Gemeinde Hongshan 虹山乡